# Frederic Ananou
Kangni Frederic Ananou (* 20. September 1997 in München) ist ein togoisch-deutscher Fußballspieler. Der Innen- und Rechtsverteidiger spielte zuletzt beim SSV Jahn Regensburg.

## Karriere

### Vereine
Ananou ist als Sohn eines aus Togo stammenden ehemaligen Diplomaten in München geboren. Sein erster Fußballverein war der TV Rheindorf aus Bonn. 2006 wechselte er in die 1. Jugend-Fußball-Schule Köln und aufgrund seines Talentes sechs Monate später anschließend in den Jugendbereich des 1. FC Köln. Dort durchlief er alle Jugendmannschaften bis zur U 19.
In der Saison 2014/15 als jüngerer U-19-Spieler und 2015/16 stand er 35 Mal in der A-Junioren-Bundesliga für die Kölner auf dem Platz und erzielte dabei insgesamt drei Tore.
Ananou unterzeichnete im Juli 2016 einen Zwei-Jahres-Vertrag bei dem niederländischen Erstligisten Roda Kerkrade. In seiner ersten Saison beim Verein aus Kerkrade an der deutschen Grenze war er zwar Stammspieler als Innenverteidiger, kam aber verletzungsbedingt zu lediglich 18 Einsätzen. In der Hinrunde der Saison 2017/18 war Ananou weiterhin erste Wahl, saß aber zwischenzeitlich mehrere Spiele auch auf der Bank.
Am 24. Januar 2018 unterschrieb Ananou beim deutschen Zweitligisten FC Ingolstadt für dreieinhalb Jahre. Er konnte sich in der Rückrunde der Saison 2017/18 allerdings nicht durchsetzen und absolvierte lediglich drei Partien. Beim 2:2 gegen den MSV Duisburg am 3. November 2018, dem 12. Spieltag der Saison 2018/19, erzielte er seinen ersten Profitreffer. In der Saison 2018/19 setzte sich Ananou bei den Oberbayern durch und war in der Hinrunde Stammspieler, verpasste die komplette Rückrunde allerdings wegen einer Schulterverletzung. Der FC Ingolstadt 04 belegte zum Saisonende den 16. Tabellenplatz und musste somit in die Relegationsspiele gegen den Drittligisten SV Wehen Wiesbaden, wo die Ingolstädter schließlich unterlagen (2:1 und 2:3) und somit in die 3. Liga absteigen mussten. Seine Rückkehr folgte schließlich am 25. Januar 2020 beim 1:1-Unentschieden im Drittligaspiel beim MSV Duisburg. Daraufhin eroberte er sich schnell wieder einen Stammplatz in der Defensive der Oberbayern. Als Tabellendritter ging es in die Relegationsspiele gegen den Zweitligisten 1. FC Nürnberg: nachdem das Hinspiel im heimischen Audi-Sportpark mit 0:2 verloren wurde, führten die Ingolstädter im Rückspiel im Max-Morlock-Stadion in Nürnberg bis in die Nachspielzeit mit 3:0, ehe ein Tor der Hausherren den Wiederaufstieg des FC Ingolstadt verhinderte.
Ende August 2020 wechselte Ananou zum SC Paderborn und erhielt dort einen zweijährigen Vertrag. Bei den Ostwestfalen saß er bis Januar 2021 oftmals auf der Ersatzbank, bevor er dann häufiger zum Einsatz kam – nur am 23. und 24. sowie am 31. Spieltag saß er auf der Bank – und hierbei oftmals erste Wahl war. Die letzten drei Saisonspiele verpasste er aufgrund von Sprunggelenksproblemen. Aus diesem Grund verpasste er Teile der Hinrunde der Saison 2021/22 und erst am 12. März 2022 beim 1:1-Unentschieden im Heimspiel gegen Fortuna Düsseldorf absolvierte er wieder ein Spiel. Danach spielte Ananou sich wieder in die Stammelf, fiel dann allerdings wegen Wadenproblemen aus.
Zur Zweitliga-Saison 2022/23 heuerte Ananou bei Hansa Rostock an. Bei der Kogge debütierte er bei der 0:1-Niederlage am 17. Juli 2022 am ersten Spieltag gegen den 1. FC Heidenheim. Im Laufe der Spielzeit, in der er nebst Jens Härtel auch noch Patrick Glöckner und Alois Schwartz als Cheftrainer erfuhr, summierten sich seine Einsätze auf 20. Zusammen mit dem Team schaffte er am 33. Spieltag der Saison vorzeitig den Klassenerhalt.
In Mecklenburg-Vorpommern blieb er nur ein Jahr, denn in der Sommertransferperiode der Saison 2023/24 wechselte Ananou Mitte Juni 2023 nach Belgien in die Division 1A zu VV St. Truiden. Dort bestritt er in seiner ersten Saison aufgrund mehrerer Verletzungen 19 von 40 möglichen Ligaspielen und ein Pokalspiel. 
Im Januar 2025 kehrte Ananou in die 2. Bundesliga zurück und schloss sich dem abstiegsbedrohten Aufsteiger SSV Jahn Regensburg an, bei dem er einen Vertrag bis zum Ende der Saison 2024/25 unterschrieb. Danach verließ er den Verein.

### Nationalmannschaft
Für die deutsche U19-Nationalmannschaft debütierte Ananou am 26. März 2016 in einem Freundschaftsspiel gegen Südkorea. Für die darauffolgende U19-Europameisterschaft 2016 wurde er allerdings wegen Verletzung nicht nominiert. Am 26. August 2016 wurde Frederic Ananou in den Kader der U20-Nationalmannschaft berufen. Dort gab er sein Debüt am 1. September 2016 in einem Freundschaftsspiel gegen Italien.
Am 10. Mai 2017 wurde Ananou in den Kader für die U20-Weltmeisterschaft 2017 in Südkorea berufen.
Ananou wurde erstmals während der Saison 2020/21 in die togoische Fußballnationalmannschaft berufen, sagte aber ab, weil er sich auf seine Vereinskarriere konzentrieren wollte. Einer weiteren Nominierung für September 2021 konnte er verletzungsbedingt nicht nachkommen. Sein Länderspieldebüt gab er schließlich im März 2022 in einem Freundschaftsspiel gegen Sierre Leone.

## Sonstiges
Sein Bruder Franck Ananou spielte in der Jugend beim 1. FC Köln und Fortuna Düsseldorf, kam im Erwachsenenbereich aber nicht über die Oberliga hinaus.